# Tweedegraads brandwond

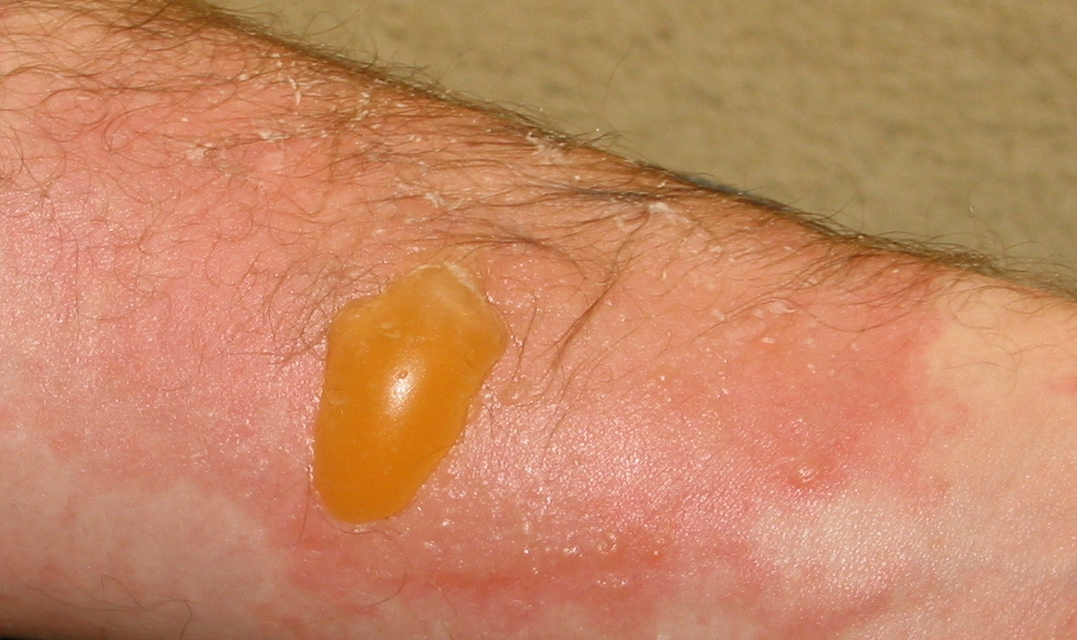
Tweedegraads brandwond

Een tweedegraads brandwond is een brandwond waarbij zowel opperhuid als lederhuid beschadigd zijn. Tweedegraads brandwonden worden in twee soorten onderscheiden, oppervlakkige en diepe tweedegraads brandwonden.
Bij de oppervlakkige tweedegraads brandwond is de opperhuid en een deel van de lederhuid beschadigd. Doordat het plasma zich ophoopt, vormen zich blaren. Als de zenuwuiteinden bloot komen te liggen doen deze brandwonden veel pijn. Als de wonden goed worden verzorgd kunnen ze uit zichzelf binnen 2 weken genezen. Er is wel kans op infectie, maar die is niet bijzonder groot.
Bij diepe tweedegraads brandwonden is de opperhuid en een groot deel van de lederhuid beschadigd. De huid is dof of glanzend wit. Doordat de zenuwuiteinden beschadigd zijn, wordt er minder pijn gevoeld. Het kan wel meer dan 4 weken duren voordat de wond is genezen. Na de genezing zal de huid van een slechte kwaliteit zijn en de kans op blijvende littekens is groot. Vaak is hier een chirurgische ingreep vereist zodat de wonden sneller helen.